# Smittia longipennis
Smittia longipennis är en tvåvingeart som först beskrevs av Holmogren 1883.  Smittia longipennis ingår i släktet Smittia och familjen fjädermyggor. Inga underarter finns listade i Catalogue of Life.